# يونيون غروف
يونيون غروف (بالإنجليزية: Union Grove)‏ هي مدينة أمريكية تقع في ولاية ألاباما.تبلغ مساحة هذه المدينة 1.5 (كم²)،ويبلغ عدد سكانها 77 نسمة حسب إحصاء سنة 2010 م.تشير الإحصاءات بأن الكثافة السكانية في هذه المدينة تقدر بـ(auto) نسمة/كم2.